# Dr. Dani Santino – Spiel des Lebens/Episodenliste

Logo zur Serie

Diese Episodenliste enthält alle Episoden der US-amerikanischen Dramaserie Dr. Dani Santino – Spiel des Lebens, sortiert nach der US-amerikanischen Erstausstrahlung. Zwischen 2011 und 2013 entstanden in drei Staffeln insgesamt 38 Episoden mit einer Länge von jeweils etwa 42 Minuten.

## Übersicht
| Staffel | Episodenanzahl | Erstausstrahlung USA | Erstausstrahlung USA | Deutschsprachige Erstausstrahlung | Deutschsprachige Erstausstrahlung |
| Staffel | Episodenanzahl | Staffelpremiere      | Staffelfinale        | Staffelpremiere                   | Staffelfinale                     |
| ------- | -------------- | -------------------- | -------------------- | --------------------------------- | --------------------------------- |
| 1       | 12             | 29. Juni 2011        | 14. September 2011   | 20. Januar 2012                   | 30. März 2012                     |
| 2       | 16             | 6. Juni 2012         | 20. Februar 2013     | 28. Mai 2013                      | 16. Juli 2013                     |
| 3       | 10             | 12. Juni 2013        | 21. August 2013      | 7. Januar 2014                    | 11. März 2014                     |

## Staffel 1
Die Erstausstrahlung der ersten Staffel war vom 29. Juni bis zum 14. September 2011 auf dem US-amerikanischen Kabelsender USA Network zu sehen. Die deutschsprachige Erstausstrahlung sendete der deutsche Free-TV-Sender sixx vom 20. Januar bis zum 30. März 2012.
| Nr. (ges.) | Nr. (St.) | Deutscher Titel   | Originaltitel          | Erstausstrahlung USA | Deutschsprachige Erstausstrahlung (D) | Regie            | Drehbuch                                  |
| ---------- | --------- | ----------------- | ---------------------- | -------------------- | ------------------------------------- | ---------------- | ----------------------------------------- |
| 1          | 1         | Touchdown         | Pilot                  | 26. Juni 2011        | 20. Jan. 2012                         | Kevin Dowling    | Liz Kruger & Craig Shapiro                |
| 2          | 2         | Verantwortung     | Anchor Management      | 6. Juli 2011         | 3. Feb. 2012                          | Ron Underwood    | Jeffrey Lieber & Tracy McMillan           |
| 3          | 3         | Am Limit          | Spinning Out           | 13. Juli 2011        | 27. Jan. 2012                         | Kevin Dowling    | Liz Kruger & Craig Shapiro                |
| 4          | 4         | Gewohnheiten      | Habit Forming          | 20. Juli 2011        | 10. Feb. 2012                         | John Fortenberry | Ildy Modrovich                            |
| 5          | 5         | Poker Face        | Poker Face             | 27. Juli 2011        | 17. Feb. 2012                         | David Grossman   | Steve Kriozere & Mark A. Altman           |
| 6          | 6         | Extremsport       | Dream On               | 3. Aug. 2011         | 24. Feb. 2012                         | Andy Wolk        | Mark Kruger                               |
| 7          | 7         | Zickenkrieg       | Whose Team Are You On? | 10. Aug. 2011        | 2. März 2012                          | Elodie Keene     | Antoinette Stella                         |
| 8          | 8         | Das große Zittern | Losing Your Swing      | 17. Aug. 2011        | 9. März 2012                          | Gloria Muzio     | Tracy McMillan                            |
| 9          | 9         | Die Kämpferin     | Forget Me Not          | 24. Aug. 2011        | 16. März 2012                         | Kevin Hooks      | Damani Johnson & Ildy Modrovich           |
| 10         | 10        | Der Fluch         | A Wing And A Player    | 31. Aug. 2011        | 23. März 2012                         | Tim Hunter       | Steve Kriozere & Mark A. Altman           |
| 11         | 11        | Schweres Gepäck   | Baggage Claim          | 7. Sep. 2011         | 30. März 2012                         | John Kretchmer   | Colin Sweeney, Liz Kruger & Craig Shapiro |
| 12         | 12        | Playoff-Fieber    | Goal Line              | 14. Sep. 2011        | 30. März 2012                         | Kevin Dowling    | Jeffrey Lieber & Scott D. Shapiro         |

## Staffel 2
Die Erstausstrahlung der zweiten Staffel war vom 6. Juni 2012 bis zum 20. Februar 2013 auf dem US-amerikanischen Kabelsender USA Network zu sehen. Die deutschsprachige Erstausstrahlung sendete der deutsche Pay-TV-Sender FOX vom 28. Mai bis zum 16. Juli 2013.
| Nr. (ges.) | Nr. (St.) | Deutscher Titel      | Originaltitel         | Erstausstrahlung USA | Deutschsprachige Erstausstrahlung (D) | Regie             | Drehbuch                                       | Zuschauer (USA) |
| ---------- | --------- | -------------------- | --------------------- | -------------------- | ------------------------------------- | ----------------- | ---------------------------------------------- | --------------- |
| 13         | 1         | Gib auf oder Schwimm | Shrink Or Swim        | 6. Juni 2012         | 28. Mai 2013                          | Elodie Keene      | Liz Kruger & Craig Shapiro                     | 3,02 Mio.       |
| 14         | 2         | Beschützerinstinkt   | To Swerve and Protect | 13. Juni 2012        | 28. Mai 2013                          | Rob Morrow        | Natalie Chaidez                                | 2,67 Mio.       |
| 15         | 3         | Fluchtverhalten      | Wide Deceiver         | 20. Juni 2012        | 4. Juni 2013                          | Kevin Dowling     | Scott D. Shapiro & Jeffrey Lieber              | 3,01 Mio.       |
| 16         | 4         | Die Krise            | Slumpbuster           | 27. Juni 2012        | 4. Juni 2013                          | Kevin Hooks       | Will McRobb & Chris Viscardi                   | 2,96 Mio.       |
| 17         | 5         | Twitterkrieg         | Mr. Irrelevant        | 11. Juli 2012        | 11. Juni 2013                         | Craig Shapiro     | Mark Kruger                                    | 2,65 Mio.       |
| 18         | 6         | Was frisst dich auf? | What’s Eating You?    | 18. Juli 2012        | 11. Juni 2013                         | Andy Wolk         | Ildy Modrovich                                 | 2,81 Mio.       |
| 19         | 7         | Sprich es aus        | Spell It Out          | 25. Juli 2012        | 18. Juni 2013                         | Tim Hunter        | Damani Johnson                                 | 2,76 Mio.       |
| 20         | 8         | Alles nur Show       | A Load of Bull        | 1. Aug. 2012         | 18. Juni 2013                         | Anton Cropper     | Colin Sweeney                                  | 2,06 Mio.       |
| 21         | 9         | Spiegelbilder        | Might as Well Face It | 15. Aug. 2012        | 25. Juni 2013                         | Daniel Sackheim   | Will McRobb & Chris Viscardi                   | 2,49 Mio.       |
| 22         | 10        | Doppelfehler         | Double Fault          | 22. Aug. 2012        | 25. Juni 2013                         | James Hayman      | Natalie Chaidez                                | 2,57 Mio.       |
| 23         | 11        | Absturz              | All the King’s Horses | 29. Aug. 2012        | 2. Juli 2013                          | David Grossman    | Liz Kruger & Craig Shapiro                     | 2,87 Mio.       |
| 24         | 12        | Gefrorener Fisch     | Frozen Fish Sticks    | 23. Jan. 2013        | 2. Juli 2013                          | Kevin Dowling     | Scott D. Shapiro & Jeffrey Lieber              | 2,37 Mio.       |
| 25         | 13        | Hits und Mythen      | Hits and Myths        | 30. Jan. 2013        | 9. Juli 2013                          | John T. Kretchmer | Ildy Modrovich & Damani Johnson                | 1,97 Mio.       |
| 26         | 14        | Erkenntnisse         | The Fall Guy          | 6. Feb. 2013         | 9. Juli 2013                          | Arlene Sanford    | Scott D. Shapiro                               | 1,86 Mio.       |
| 27         | 15        | Bedaure mich nicht   | Regret Me Not         | 13. Feb. 2013        | 16. Juli 2013                         | John Fortenberry  | Mark Kruger, Joe Sabatino & Donna Dannenfelser | 2,03 Mio.       |
| 28         | 16        | Offene Türen         | There’s the Door      | 20. Feb. 2013        | 16. Juli 2013                         | Kevin Dowling     | Liz Kruger & Craig Shapiro                     | 1,98 Mio.       |

## Staffel 3
Die Erstausstrahlung der dritten Staffel war zwischen den 12. Juni und dem 21. August 2013 auf dem US-amerikanischen Kabelsender USA Network zu sehen. Die deutschsprachige Erstausstrahlung sendete der deutsche Pay-TV-Sender FOX vom 7. Januar bis zum 11. März 2014.
| Nr. (ges.) | Nr. (St.) | Deutscher Titel        | Originaltitel          | Erstausstrahlung USA | Deutschsprachige Erstausstrahlung (D) | Regie            | Drehbuch                                       | Zuschauer (USA) |
| ---------- | --------- | ---------------------- | ---------------------- | -------------------- | ------------------------------------- | ---------------- | ---------------------------------------------- | --------------- |
| 29         | 1         | Veränderungen          | Ch-Ch-Changes          | 12. Juni 2013        | 7. Jan. 2014                          | Kevin Dowling    | Liz Kruger & Craig Shapiro                     | 2,61 Mio.       |
| 30         | 2         | Schenk mir etwas Liebe | Gimme Some Lovin’      | 19. Juni 2013        | 14. Jan. 2014                         | Kevin Dowling    | Mick Betancourt                                | 2,51 Mio.       |
| 31         | 3         | Im Haifischbecken      | Hook, Line and Sinker  | 26. Juni 2013        | 21. Jan. 2014                         | James Hayman     | Ildy Modrovich                                 | 2,65 Mio.       |
| 32         | 4         | Reiss dich los         | Snap Out of It         | 10. Juli 2013        | 28. Jan. 2014                         | Elodie Keene     | Damani Johnson                                 | 2,11 Mio.       |
| 33         | 5         | Betrug                 | V3 For Vendetta        | 17. Juli 2013        | 4. Feb. 2014                          | Rob Morrow       | Mark Kruger                                    | 2,56 Mio.       |
| 34         | 6         | Der Gute Geist         | The Haunting           | 24. Juli 2013        | 11. Feb. 2014                         | John Fortenberry | Colin Sweeney                                  | 2,45 Mio.       |
| 35         | 7         | Zerwürfnisse           | Bringing the Heat      | 31. Juli 2013        | 18. Feb. 2014                         | Tim Hunter       | Scott D. Shapiro                               | 2,51 Mio.       |
| 36         | 8         | Staffellauf            | The Game’s Afoot       | 7. Aug. 2013         | 25. Feb. 2014                         | Kevin Hooks      | Ildy Modrovich & Donna Dannenfelser            | 2,34 Mio.       |
| 37         | 9         | Tiefschläge            | Sucker Punch           | 14. Aug. 2013        | 4. März 2014                          | Greg Prange      | Mick Betancourt, Damani Johnson & Joe Sabatino | 2,35 Mio.       |
| 38         | 10        | Hohes Risiko           | Sympathy for the Devil | 21. Aug. 2013        | 11. März 2014                         | Craig Shapiro    | Liz Kruger & Craig Shapiro                     | 2,36 Mio.       |